# Trusten Polk
Trusten Polk, född 29 maj 1811 i Sussex County, Delaware, död 16 april 1876 i Saint Louis, Missouri, var en amerikansk demokratisk politiker och jurist. Han var guvernör i delstaten Missouri från 5 januari till 27 februari 1857. Han representerade Missouri i USA:s senat 1857–1862.
Polk utexaminerades 1831 från Yale College. Han studerade sedan juridik och inledde 1835 sin karriär som advokat i Saint Louis. Han var elektor för Lewis Cass i presidentvalet i USA 1848.
Polk vann guvernörsvalet i Missouri 1856. Snart efter att ha tillträtt som guvernör avgick Polk för att tillträda som ledamot av USA:s senat. Båda senatorerna för Missouri, Polk och Waldo P. Johnson, uteslöts 1862 ur senaten för att ha stött Amerikas konfedererade stater i amerikanska inbördeskriget.
Polk tjänstgjorde som överste i Amerikas konfedererade staters armé efter att ha blivit utesluten ur senaten. Han tjänstgjorde som domare i militärdomstolar mot slutet av inbördeskriget och blev sedan tillfångatagen av nordstaternas armé. Efter kriget arbetade han på nytt som advokat i Saint Louis.
Polks grav finns på Bellefontaine Cemetery i Saint Louis.